# 科特蘭馬諾 (紐約州)
科特蘭馬諾（英語：Cortlandt Manor）是位於美國紐約州西徹斯特縣的非建制地區。

## 地理
科特蘭馬諾所處的海拔為高於海平面25米（即82英呎），而該地所採用的時區為UTC-5，即北美东部时区（EST）。同時該地設有夏令時間，為UTC-5調快一小時，即UTC-4（EDT）。